# Locomotiva FS 290
Le locomotive FS 290 sono state delle locomotive a vapore italiane per il servizio di linea, utilizzate dapprima della Rete Adriatica, dove costituirono il gruppo 350 bis, e poi delle Ferrovie dello Stato (FS).
Facenti parte dell'ultimo gruppo di locomotive italiane del tipo "Bourbonnais", furono progettate sulla base del tipo costruttivo delle RA 350, poi FS 270, per il servizio di spinta ai treni su linee di valico. Diventarono poi macchine di uso universale, diffondendosi su quasi tutta la rete ferroviaria italiana.
Furono autorevolmente considerate uno dei «tipi più rappresentativi di locomotive a vapore tra quelli progettati dagli Uffici studi di Torino e di Firenze» delle ex Reti Adriatica (RA) e Mediterranea (RM) tra il 1873 e il 1904.
Nel 1982 l'unica unità superstite, FS 290.319, fu la prima macchina introdotta nel Museo nazionale ferroviario di Pietrarsa (Napoli).

## Premesse
Le locomotive a vapore poi conosciute come Bourbonnais, caratterizzate cioè dal rodiggio (UIC) C e dal tender separato, vennero progettate e costruite nel 1854-1855 (secondo un'altra fonte nel 1856) dalla Köchlin di Mulhouse per conto della società ferroviaria francese De Paris à Lyon par le Bourbonnais (poi confluita nella Compagnie Paris-Lyon-Méditerranée). Erano locomotive con tender per servizi di linea, sviluppavano una potenza di 350 CV e potevano raggiungere una velocità massima di 50 km/h.
Poiché nell'esercizio delle linee dei Giovi e della Porrettana le locomotive allora in uso stavano dimostrando i loro limiti, la Società per le Ferrovie dell'Alta Italia (SFAI) decise di integrare il proprio parco con locomotive più potenti. Dato che le fabbriche italiane non erano ancora in grado di far fronte a tali commesse, l'azienda risolse di rivolgersi all'industria estera. Sicché, tra il 1864 e il 1873, vennero importate 166 locomotive del tipo Bourbonnais costruite dall'industria francese (Köchlin, Schneider e Parent & Schaken) e belga (Cockerill).
Successivamente, su progetto dell'Ufficio d'Arte della SFAI, tali macchine vennero potenziate allungando la caldaia (mettendole così in grado di sviluppare dapprima 400 e poi 450 CV), dotandole di un tender più capiente e sostituendo il tettuccio di riparo del posto del macchinista e del fuochista con una cabina chiusa su tre lati.
Sulla base delle macchine così potenziate tra il 1877 e il 1884 la SFAI introdusse nel proprio parco altre 104 locomotive del tipo Bourbonnais, costruite da stabilimenti austriaci (Sigl), tedeschi (Hannoversche Maschinenfabrik, Henschel e Vulkan) e italiani (Ansaldo e Pietrarsa). Numerate SFAI 800-1180, nel 1885 vennero divise tra la Rete Mediterranea (diventando RM 3201-3900) e la Rete Adriatica (dove costituirono il gruppo RA 390).
Nel 1905 79 unità ex RA e 315 unità ex RM costituirono il gruppo 215 FS, di cui nel 1922 esistevano ancora 129 unità.
Il tipo costruttivo delle Bourbonnais, avente le caratteristiche di massima dei vari gruppi SFAI, fu diffuso oltre che presso le RA e le RM anche presso altre aziende ferroviarie italiane (Strade Ferrate Meridionali, Strade Ferrate Romane e Rete Sicula) e costruito anche da industrie italiane. Le unità pervenute alle FS vi costituirono i gruppi 185, 190, 200, 206, 215, 216, 255, 260, 265, 268, 270 e 290.

## Progetto
Il buon risultato nella pratica dell'esercizio delle locomotive Bourbonnais, e in particolare delle RA 350, poi FS 270, indusse gli ingegneri della Rete Adriatica a riproporne il progetto aggiornandolo: nel 1898 nacque così il gruppo RA 350 bis, che costituì l'ultima versione italiana del tipo costruttivo delle Bourbonnais.
Nel 1905 il programma di ammodernamento del parco trazione delle neoistituite Ferrovie dello Stato, che all'epoca comprendeva 2 664 locomotive a vapore, impostato da Riccardo Bianchi e collaboratori (tra i quali Guglielmo Cappa e Giuseppe Zara), che si sarebbe dovuto completare entro il 1915, prevedeva la radiazione dei gruppi più antiquati e meno potenti e veloci, il mantenimento di quelli idonei a un traffico in rapido aumento e l'introduzione di gruppi del tutto nuovi (alcuni dei quali riprendevano gli ultimi progetti delle ex Reti). Sicché venne continuata senza modifiche di rilievo ai progetti la costruzione delle locomotive dei gruppi FS 290, 320, 600, 630, 670, 750, 830, 851, 870, 904 e 910, e si vollero saggiare le tecniche costruttive statunitensi ordinando le 20 macchine dei gruppi 666 e 720.
Ciò in attesa della definizione dei progetti dei nuovi gruppi FS 470, 625, 640, 680, 685, 690, 730, 740, 745, 835, 875, 895, 905, e 980 che, insieme a pochi altri, avrebbero caratterizzato la trazione a vapore italiana fino alla sua scomparsa.

### Caratteristiche
Le locomotive del gruppo RA 350 bis, poi FS 290, avevano un carro simile a quello delle RA 350. Esse mantennero il diametro delle ruote motrici del gruppo progenitore, ma i praticabili furono rialzati, eliminando la necessità delle custodie della parte superiore delle ruote e di conseguenza agevolando il personale nel caso dovesse spostarsi lungo la macchina per ispezioni e manutenzioni degli organi. La cabina, a differenza di quella delle RA 350, non aveva i finestrini laterali.
Furono aumentate le dimensioni della caldaia e ciò, mantenendo inalterata la velocità di 60 km/h delle RA 350, permise di aumentare la produzione di vapore (diventata di 6 150 kg/h) e conseguentemente la potenza effettiva (passata a 500 CV, cioè 370 kW; con una potenza specifica di 8,4 W/kg), rendendo le 350 bis idonee ai servizi di spinta sulle linee più acclivi e, in prospettiva, al traino dei treni merci.
Per il resto il progetto tradiva la sua origine ottocentesca: la caldaia produceva vapore saturo. La sua lunghezza fu portata a 7 100 mm. I tubi bollitori, sempre del diametro di 50 mm, vennero aumentati di numero, da 183 a 223 e infine a 220, ma la loro lunghezza tra le piastre terminali fu ridotta da 4 150 a 3 600 mm. Ciò incrementò la superficie di riscaldamento, portandola a 120,98 m². Pertanto la caldaia poté generare vapore alla pressione di 12 bar e lo sforzo di trazione (alle ruote motrici) passò a 8 740 kg. Lo scappamento era dotato di luce variabile tramite palette mobili azionate dal macchinista.
Il motore aveva due cilindri gemelli esterni al telaio, con distributori a cassetto piano, interni al telaio. Il meccanismo della distribuzione era del tipo Stephenson.
Vennero dotate fin dall'origine del freno pneumatico Westinghouse, che interveniva automaticamente nel caso della rottura dei ganci e, di conseguenza, della condotta dell'aria compressa, introdotto in Italia fin dal 1887 e il cui impiego fu reso obbligatorio da un provvedimento legislativo per tutte le locomotive di nuova costruzione.
Potevano erogare il vapore per il riscaldamento delle carrozze viaggiatori. Questa caratteristica, comune a tutte le unità del gruppo a partire dal 1914, fu introdotta come modifica sulle unità di prima costruzione.

## Modifiche
L'esperienza dell'esercizio indusse a introdurre varie modifiche nei sottogruppi successivi al primo (comprendente le FS 290.001-030). Se la macchina rimase sostanzialmente invariata, con le varianti della modifica della testa a croce e della sostituzione della valvola di sicurezza a bilancia del tipo Ramsbottom-Webb con una del tipo Coale e dello scappamento a palette mobili con uno anch'esso variabile "a pera", più vistosa fu la sostituzione del tender a due sale con uno a tre sale, che fu comune al gruppo RA 380, poi 600 FS.
Le prime unità, RA 3631-3660 (poi FS 290.001-030), avevano un tender a due sale simile a quello delle RA 350, poi 270 FS (sottogruppo 270.121-130), con una capacità di 8 m³ d'acqua e 3,4 t di carbone, sufficiente per i servizi di spinta a cui il gruppo era destinato in origine .
Le successive, RA 3661-3672 (poi FS 290.031-042), ricevettero un tender a tre sale, con una capacità di 12 m³ d'acqua e 4 t di carbone, e in grado di contenere scorte sufficienti per i servizi di linea, comune a quello dalle locomotive RA 180 bis poi FS 552 (sottogruppo 552.025-036) (le 552 ricevettero poi il nuovo tender "standard" della RA con una capacità di 12 m³ d'acqua e 6 t di carbone).
Infine, le unità RA 3673-3742 (poi FS 290.043-112) e FS 29113-29338 ricevettero anch'esse il tender "standard" a tre sale della RA con una capacità di 12 m³ d'acqua e 6 t di carbone, comune a quello delle locomotive RA 380 poi FS 600. Esso, ulteriormente modificato, sarebbe diventato uno dei due tender "standard" delle FS.
Le locomotive RA 3654 (poi FS 290.024) nel 1904 e FS 2936 (poi 290.036) nel 1910 vennero utilizzate per la sperimentazione della distribuzione studiata dall'ingegner Eugenio Scòpoli, ispettore capo delle Officine Grandi Riparazioni di Verona Porta Vescovo. La sperimentazione fu interrotta a causa della morte improvvisa per malattia di Scòpoli e del mancato ritrovamento delle sue carte d'ufficio, da lui custodite gelosamente forse per timore di sottrazione al fine di plagio delle sue innovazioni, e le due locomotive vennero riportate allo stato d'origine.
La continua introduzione di migliorie, anche di dettaglio, suggerite dalla pratica dell'esercizio è testimoniata dalle molte ricompilazioni dei disegni d'insieme in sezione della macchina ("almeno cinque" fino alla 290.220, riferiscono Ferro e Villa:), e in particolare di quelli complessivi in vista esterna e in sezione, pubblicati dalla letteratura tecnica (per quelli riferiti al secondo e al terzo sottogruppo cf).

## Costruzione
La tabella riassume la cronologia della costruzione e delle consegne all'esercizio (fonti:
)
| Numeri di matricola RA | Numeri di matricola FS (1905) | Numeri di matricola FS (1914) | Numeri di matricola FS (1919) | Date di consegna | Costruttori |
| ---------------------- | ----------------------------- | ----------------------------- | ----------------------------- | ---------------- | --- |
| 3631-3660              | 2901-2930                     | 2901-2930                     | 290.001-030                   | 1899-1900        | Ansaldo, Costruzioni Meccaniche di Saronno, Miani e Silvestri                                                                      |
| 3661-3672              | 2931-2942                     | 2931-2942                     | 290.031-042                   | 1901             | Borsig, Costruzioni Meccaniche di Saronno                                                                                          |
| 3673-3742              | 2943-29112                    | 2943-29112                    | 290.043-112                   | 1903-1904        | Ansaldo, Breda, Henschel, Maffei, Miani e Silvestri, Regia Fabbrica di Locomotive e Macchine (Budapest), Maschinenfabrik Esslingen |
|                        |                               | 29113-29338                   | 290.113-338                   | 1905-1913        | Ansaldo, Costruzioni Meccaniche di Saronno, Maffei, Miani e Silvestri                                                              |

La ripartizione delle unità fra i costruttori fu di 160 per l'Ansaldo, 6 per la Borsig, 7 per la Breda, 30 per le Costruzioni Meccaniche di Saronno, 8 per la Henschel, 39 per Maffei, 5 per Maschinenfabrik Esslingen, 6 per Miani e Silvestri, 20 per la Regia Fabbrica di Locomotive e Macchine.
Le unità 3673-3742, poi FS 290.053-112, a causa delle vicissitudini connesse al ritardato riscatto da parte dello Stato della ex Rete Adriatica entrarono in servizio con la marcatura provvisoria delle Strade Ferrate Meridionali.
Alla data della circolare del Servizio Trazione del 10 settembre 1905, che introdusse la nuova classificazione e numerazione delle FS, risultavano immatricolate le 52 unità numerate FS 2901-2952. Poiché nel 1905-1906 erano state ordinate diverse decine di unità che con la numerazione a quattro cifre avevano assunto gli identificativi 3000-3099 (secondo Ferro e Villa la numerazione 3000-3099 fu mantenuta "fino al 1910 circa":) invadendo il previsto gruppo 3000 e seguenti, il Servizio Trazione con la circolare n. 40.T del 28 giugno 1914 decise di introdurre una nuova numerazione a cinque cifre. Nel 1919 il passaggio alla numerazione a sei cifre permise di risolvere definitivamente il problema.
La storiografia, prescindendo dalle riclassificazioni avvenute sotto le FS, distingue tre sottogruppi tecnicamente omogenei: 290.001-030, 031-042 e 043-338.
Gli schemi di verniciatura adottati furono quelli utilizzati normalmente prima della RA e poi delle FS. Ad alcune fu applicato lo schema, in grigio, utilizzato provvisoriamente per le riprese fotografiche a fini di documentazione dell'attività delle industrie costruttrici.

## Esercizio

### Servizi
Il loro primo impiego, a partire dal 1899, fu quello della spinta dei treni sulla linea dei Giovi e sulla Porrettana. A esso fece seguito quello del valico di Fossato sulla linea Roma-Ancona. Vennero utilizzate anche sulla Roma-Pescara e su altre linee dal profilo difficile. Le brevi distanze che tale tipo di servizio implicavano avevano infatti permesso ai progettisti di considerare sufficienti le scorte garantite dal tender a due sale.
Semplici, robuste, per la loro massa tutta aderente e per il loro carico per sala di sole 14 t che permetteva loro di viaggiare su quasi tutta la rete italiana, le 290 si diffusero rapidamente. La loro prestazione, in piano e alla velocità di 30 km/h che era la velocità del regime di funzionamento normale, era di ben 740 t e ciò spiega la decisione delle FS di proseguire la loro costruzione affiancandola a quella dei tipi più moderni e potenti inseriti nel programma di rinnovo del parco del 1905-1906. Sicché finirono coll'essere presenti su tutte le linee della rete, anche di pianura, specialmente alla trazione dei treni merci.
Particolarmente gravosi furono i servizi espletati durante la prima guerra mondiale, tanto nel servizio delle tradotte viaggiatori e del trasporto di materiale bellico, quanto in quello dei treni armati della Regia Marina per la difesa delle coste dell'Adriatico.
Nel dopoguerra gli aumenti delle masse e delle velocità dei treni le relegarono a compiti minori. La prima locomotiva venne demolita nel 1926, ma fu solo dal 1930 in poi che il loro impiego cominciò a ridursi sensibilmente, mentre aumentavano gli accantonamenti e le radiazioni. Nel 1948 il gruppo aveva ormai solo 35 unità. Le ultime due (tra cui la 290.318) nel 1956 figuravano ancora nell'inventario del parco trazione, ma erano già state ritirate dal servizio nel 1954.
Nel 1942 le 290.228 e 309 furono cedute alla Marina per il servizio sui raccordi degli arsenali.
A seguito della seconda guerra mondiale la 290.329 restò in Jugoslavia e vi completò la sua carriera dopo essere stata reimmatricolata dapprima come JŽ 127-021 e poi come JŽ 121-006.
Nel 1950 la 290.336 fu ceduta al cantiere navale di Portovenere per il servizio sul locale raccordo.
I tender delle locomotive 290.031, 034, 058, 060, 064, 068 e 070, già radiate, vennero poi utilizzati come carri serbatoi per acqua per uso interno alle FS (essenzialmente per il rifornimento di caselli non serviti da acquedotti e di rifornitori per locomotive posti in piena linea). Assunsero quindi le immatricolazioni Mty 9.290.000-003, 013, 018 e 023. Vennero radiati fra il 1960 e il 1972.
I tender di 83 locomotive vennero utilizzati, in sostituzione di quelli originari, per la trasformazione di altrettante locomotive del gruppo 470 in locomotive del gruppo 471.

### Depositi
Nel 1905 le prime 81 unità del gruppo erano assegnate ai depositi di Brescia (11 unità), Firenze (36), Foligno (23) e Roma Termini (13). Quattro unità erano in officina.
Nel 1906 le 137 unità esistenti e disponibili per la trazione erano assegnate ad Ancona (15), Bologna (6), Firenze (24), Foggia (16), Foligno (22), Milano Centrale (1), Napoli (4), Pescara (3), Pisa (1), Pistoia (11), Rimini (16), Roma Tuscolana (4). Altre 14 unità erano in officina.
Nel 1922 il gruppo era assegnato ai depositi di Castelvetrano (18), Catanzaro (45), Cosenza (12), Cotrone (22), Fabriano (13), Foligno (8), Grosseto (4), Livorno (16), Modica (17), Pisa (13), Pistoia (23), Reggio Calabria (30), Rimini (28), Salerno (16), Taranto (27).
Nel 1927 i depositi di assegnazione erano Castelvetrano (7), Catanzaro (54), Cosenza (11), Crotone (21), Fabriano (11), Grosseto (9), Livorno (10), Palermo (12), Pisa (27), Pistoia (12), Reggio Calabria (40), Rimini (28), Salerno (18), Taranto (30).
Nel 1930 il gruppo era diviso fra i depositi di Catanzaro (36), Fabriano (16), Pisa (48), Palermo (14), Reggio Calabria (17), Rimini (9), Salerno (26), Terni (23).
Nel 1934 erano assegnate ai depositi di Catanzaro, Grosseto, Mantova, Napoli Sperone, Salerno e Reggio di Calabria.
Nel 1951 erano assegnate ai depositi di Bari (1), Grosseto (1), Pisa (2). Insieme ad altre 23 unità ancora inventariate ma non più assegnate a depositi, tutte erano in attesa della demolizione.

## Conservazione museale

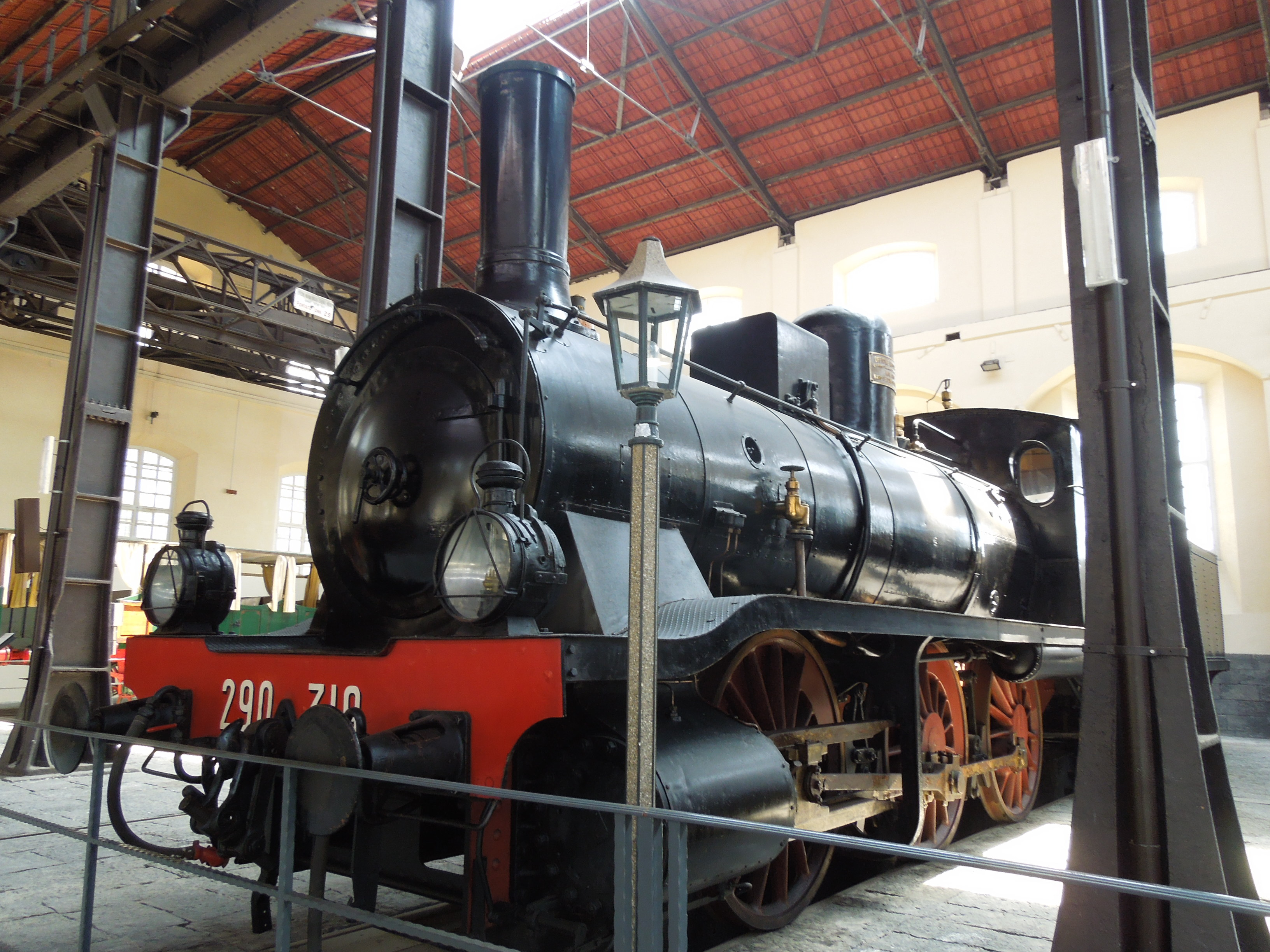
La locomotiva FS 290.319 conservata nel Museo Ferroviario Nazionale di Pietrarsa

La locomotiva 290.319, costruita nel 1912 dalle Officine Meccaniche di Milano, numero di fabbrica 489, ultimo deposito di assegnazione Grosseto, che grazie all'interessamento dell'ingegner Bruno Bonazzelli era stata dapprima destinata al Museo ferroviario di Roma, dopo essere rimasta accantonata prima presso il deposito locomotive di Roma Smistamento e poi nella rimessa locomotive di Merano, nel 1979 fu trasferita a Roma e restaurata dal personale dell'officina del deposito locomotive di Roma Trastevere sotto la guida del capotecnico Giorgio Ulisse. Dal 19 giugno 1982 è esposta nel Museo Nazionale Ferroviario di Pietrarsa.

## Soprannomi
Secondo una fonte le 290 ricevettero dai ferrovieri lo scurrile soprannome di "Cagabasso", forse a causa del loro baricentro piuttosto basso. Più diffuso, tra i macchinisti, il soprannome di "oche", forse causato dalla marcia oscillante lungo l'asse longitudinale.

### Riferimenti
1. 1 2 3 4 5  Turchi 1980, p. 27.
2. ↑  Diegoli, p. 44.
3. ↑  Greggio, p. 60.
4. 1 2 3 4  Briano 1977b, p. 44.
5. 1 2  Briano 1977b, p. 45.
6. 1 2 3 4 5 6 7 8 9 10 11 12 13 14  Turchi 1980, pp. 26-27.
7. 1 2  Turchi 1980, p. 26.
8. 1 2 3 4 5 6 7 8 9 10 11 12 13 14 15 16 17  Ferro e Villa, p. 33.
9. ↑  Nascimbene e Riccardi 2005, p. 7.
10. ↑  Nascimbene e Riccardi 2005, pp. 11-13.
11. ↑  Corbellini, pp. 434-444.
12. ↑  Nascimbene e Riccardi 2005, pp. 14-24.
13. ↑  Ferrovie dello Stato, Album, vol. I, tavv. 43, 44.
14. 1 2 3 4 5 6 7 8  Ferrovie dello Stato, Album, vol. I, tavv. 44-46.
15. ↑  Damen et al., p. 10.
16. ↑  Ferrovie dello Stato, Nozioni, pp. 101-102.
17. ↑  Ferrovie dello Stato, Nozioni, pp. 102-105.
18. 1 2 3  Cornolò, pp. 166-167.
19. ↑  Cornolò, p. 86.
20. 1 2 3 4 5 6 7 8 9 10 11  Ferro e Villa, p. 36.
21. ↑  Ferro e Villa, pp. 34-36.
22. 1 2 3  Ferrovie dello Stato, Album, Appendice II, prospetti.
23. 1 2 3  Kalla-Bishop, pp. 25-26.
24. 1 2 3  Cornolò, pp. 164-167.
25. ↑  Cornolò, p. 33.
26. ↑  Cornolò, p. 39.
27. ↑  Fabio Cherubini, Lettere. Numeri di locomotive, in I treni, 30 (2009), n. 312, p. 12.
28. ↑  Cornolò, pp. 42-45.
29. ↑  Cornolò, pp. 164-167, 600-603.
30. 1 2  Damen et al., p. 68.
31. 1 2 3 4  Cornolò, p. 167.
32. ↑  Virginio Trucco, I treni armati della Regia Marina, in La tecnica professionale, n.s. 20 (2013), n. 7-8, p. 88.
33. ↑  Briano 1977b, p. 181.
34. ↑  Cherubini, p. 22.
35. ↑  Nascimbene e Riccardi 1995, p. 97.
36. ↑  Riccardi et al. 2011, p. 120.
37. ↑  Riccardi et al. 2013, p. 51.
38. ↑  Nascimbene e Riccardi 2005, pp. 40-41.
39. 1 2 3  Turchi 1980, p. 28.
40. ↑  Kalla-Bishop, p. 26.
41. ↑  Nascimbene e Riccardi 1995, p. 31 e 97.
42. ↑  Franco Castiglioni, Vapore FS 1992, Torino, Gulliver, 1992, pp. 23-24, 47.
43. 1 2  Marini, p. 3.
44. ↑  The International steam pages, The Naples railway Museum.
45. ↑  Riccardi et al. 2013, p. 52.
46. ↑  Marco Cacozza, Fotoalbum, in Tutto treno & storia, (2001), n. 5, p. 10.
47. ↑  Scattone, p. 28.
48. ↑  Guadagno, p. 54.
49. ↑  Turchi 1982, p. 34.
50. ↑  Baldi, p. 25.
51. ↑  Favaro, p. 23.

### Fonti a stampa
- Carlo Abate, La locomotiva a vapore, Milano, Hoepli, 1924.
- Pietro Accomazzi, Nozioni elementari sulla locomotiva delle strade ferrate, 7ª ed., Torino-Genova, Lattes, 1923.
- Guido Corbellini, Il cinquantenario delle Ferrovie dello Stato, in Ingegneria Ferroviaria, vol. 10, n. 5-6, 1955,  pp. 333-528.
- Ferrovie dello Stato. Direzione generale. Servizio Trazione, Album dei tipi delle locomotive ed automotrici, vol. I, Firenze, Ferrovie dello Stato, 1915,  pp. tavv. 44, 45, 46.
- Ferrovie dello Stato. Divisione autonoma Relazioni Aziendali, Museo Nazionale Ferroviario di Napoli Pietrarsa. Riuso musealistico delle antiche officine borboniche, Roma, Ferrovie dello Stato, 1982.
- Ministero delle Comunicazioni. Ferrovie dello Stato. Scuole Aiuto macchinisti, Nozioni di cultura professionale, vol. 2, parte 1, La locomotiva a vapore, Firenze, Soc. an. stab. tipografico già G. Civelli, 1940.
- Manlio Diegoli, La trazione a vapore, in Ingegneria Ferroviaria, vol. 16, n. 7-8, 1961,  pp. 671-680, ISSN 0020-0956 (WC · ACNP).
- Giuseppe Vicuna, Organizzazione e tecnica ferroviaria, Roma, Collegio Ingegneri Ferroviari Italiani, 1968.

### Storiografia e complementi
- Neri Baldi, Pietrarsa ricomincia da tre, in I treni, vol. 29, n. 301, 2008,  pp. 24-28.
- Italo Briano, Storia delle ferrovie in Italia, Milano, Cavallotti, 1977, volume 1. Le vicende.
- Italo Briano, Storia delle ferrovie in Italia, volume 2: La tecnica 1, Milano, Cavallotti, 1977.
- Augusto Carpignano, La locomotiva a vapore. Viaggio tra tecnica e condotta di un mezzo di ieri, Savigliano, L'artistica editrice, 2008, ISBN 978-88-7320-191-5.
- Fabio Cherubini, I carri serbatoio ex tender, in I treni, vol. 27, n. 278, 2006,  pp. 16-23.
- Giovanni Cornolò, Locomotive a vapore FS, 2ª ed., Parma, Ermanno Albertelli, 1998,  pp. 489-491, ISBN 88-85909-91-4.
- Alcide Damen, Valerio Naglieri, Plinio Pirani, Treni di tutto il mondo. Italia. Locomotive a vapore, Parma, Ermanno Albertelli, 1971.
- Luciano Favaro, L'odiatissima, cara "290", in Il treno, (1984), n. 1, p. 23.
- Gianfranco Ferro e Domenico Villa, Il disegno della locomotiva italiana. Gr. 290 FS - 350 bis RA, in Tutto treno, vol. 3, n. 20, 1990,  pp. 33-36.
- Luciano Greggio, Le locomotive a vapore. Modelli di tutto il mondo dalle origini ad oggi con dati tecnici, Milano, Mondadori, 1997.
- Valter Guadagno, Il Museo di Pietrarsa e i musei viventi, in La tecnica professionale, n.s. 16, n. 9, 2009,  pp. 53-63.
- (EN) Peter Michael Kalla-Bishop, Italian State Railways steam locomotives, Abingdon, R. Tourret, 1986, ISBN 0-905878-03-5.
- Paolo Marini, Locomotive a vapore oggi, in I treni, vol. 34, n. 365, 2013,  pp. 1-8, inserto centrale, ISSN 0392-4602 (WC · ACNP).
- Angelo Nascimbene e Aldo Riccardi, FS anni '50. Prima parte: Trazione a vapore e Diesel, in Tutto treno tema, n. 7, 1995,  pp. 28-49, 97, ISSN 1124-4232 (WC · ACNP).
- Angelo Nascimbene e Aldo Riccardi, 1905-2005. Cento anni di locomotive a vapore delle Ferrovie dello Stato, in Tutto treno tema, con la collaborazione di Federico Rigobello e Pierluigi Scoizzato, n. 20, 2005,  pp. 53-56, 59, ISSN 1124-4232 (WC · ACNP).
- Aldo Riccardi, Marco Sartori, Marcello Grillo, Locomotive a vapore in Italia. Dalle tre reti alle FS. 1885-1905, Firenze, Pegaso, 2011, ISBN 978-88-95248-38-7.
- Aldo Riccardi, Marco Sartori, Marcello Grillo, Locomotive a vapore in Italia. Ferrovie dello Stato. 1905-1906, Firenze, Pegaso, 2013, ISBN 978-88-95248-40-0.
- Alberto Scattone, Pietrarsa. Le locomotive esposte, in Voci della rotaia, vol. 25, n. 6, 1982,  pp. 20, 33-37.
- Gian Guido Turchi, Dall'«Adriatica» al museo di Pietrarsa: breve storia del Gruppo 290 FS, in I treni oggi, vol. 1, n. 1, 1980,  pp. 26-28.
- Gian Guido Turchi, Pietrarsa: nasce il Museo Ferroviario Nazionale, in I treni oggi, vol. 3, n. 21, 1982,  pp. 29-34.
- Zeta-Zeta [Bruno Bonazzelli], L'album delle locomotive, in HO Rivarossi, (1959), n. 30, pp. 18-19 .